# Белые бразильцы
Белые бразильцы (порт. brasileiros brancos) — одна из расовых категорий населения Бразилии, традиционно используемая при переписях населения страны. Белые бразильцы имеют преимущественно европейское происхождение и европеоидные расовые черты. Преобладают представители средиземноморского типа, также в зависимости от региона у белых бразильцев значительны примеси индейской и негритянской крови, что объясняется процессами длительной метисации во времена колониальной Бразилии и политикой расового отбеливания после достижения независимости в 1822 году. По данным переписи 2010 года, белыми себя считали 47,3 % населения страны, или около 91,1 млн человек. Белое население имеется во всех штатах страны, однако бо́льшая его часть сосредоточена в городах, а также в четырёх южных штатах страны, имеющих более прохладный субтропический климат. Белые бразильцы традиционно составляют основу среднего класса страны, а также практически всю её политическую и экономическую элиту. Относительная доля белых бразильцев в стране непрерывно сокращалась с начала 1960-х годов, когда она достигла максимума — около 63 % населения. Язык — бразильский вариант португальского языка.

## История
Белые бразильцы в основном являются потомками переселенцев из стран Южной Европы, в первую очередь — Португалии. Первые европейцы — португальские мореплаватели-конкистадоры и миссионеры — появились в Бразилии около 1500 года. Колонии Португалии образовались и значительно расширили свою территорию и население на протяжении следующих трёх столетий. Первые европейские поселенцы были в основном мужчинами, которые активно вступали в половые контакты с женщинами индейского и африканского происхождения, которые были их рабынями или наложницами, что быстро привело к преобладанию в колониальной Бразилии метисов, мулатов и других смешанных подтипов (самбо, кабокло, парду и других). Португальское, а затем и независимое бразильское правительства начали опасаться окончательной бастардизации белого населения и постепенно инициировали ввоз белых женщин из Европы, с которыми белые мужчины заключали официальные браки, продолжая при этом встречаться с рабынями и наложницами (сохраняя институт так называемого пласажа). И всё же дети, родившиеся в официальном браке с белой женщиной, получали права наследования, а значит и всю полноту власти в колониальных сообществах, но их доля в населении остаётся незначительной до конца XIX века. Во второй половине XIX работорговля с Африкой была запрещена.

### Европейская иммиграция в Бразилию конца XIX — начала XX веков
Позднее, в конце XIX — начале XX веков, в страны Латинской Америки (в первую очередь, Бразилию, Аргентину и Уругвай) начали прибывать массы европейцев. Многие спасались от военных действий в Европе (мировые и гражданские войны), а также этнических конфликтов. Часть мигрантов привлекали новые сельскохозяйственные возможности и освоение целины — сертана. В этот период Бразилия приняла около 5 млн европейских иммигрантов. Основную массу прибывших составляли представители романских народов: итальянцы, испанцы и португальцы. Вместе с ними прибывали также и немцы, французы, поляки, евреи, ливанцы, украинцы… Более поздние европейские иммигранты, как правило, оседали в более умеренных широтах (Аргентина, Уругвай, Южная Бразилия), где цветное население было не так многочисленно. Тем не менее, значительная часть белых бразильцев имеет существенную примесь африканских и индейских генов, количество которых сильно варьирует в зависимости от провинции, города и даже городского микрорайона. Власти латиноамериканских государств долгое время официально поддерживали иммиграцию европейцев для постепенного «отбеливания» преимущественно цветного населения Латинской Америки. В конце XIX доля белых в населении страны составляла лишь около 25 % (75 % — афробразильцы и смешанные бразильцы).

## Географическое распределение
Распределение белого населения по штатам Республики Бразилия:
| №  | штат              | численность (чел.) | доля в населении штата |
| -- | ----------------- | ------------------ | ---------------------- |
| 1. | Санта-Катарина    | 5 215 000          | 87,1 %                 |
| 2. | Риу-Гранди-ду-Сул | 8 973 928          | 81,7 %                 |
| 3. | Парана            | 7 620 000          | 73,1 %                 |
| 4. | Сан-Паулу         | 28 814 000         | 70,0 %                 |
| 5. | Рио-де-Жанейро    | 8 513 778          | 54,6 %                 |
| 6. | Мату-Гросу-ду-Сул | 1 179 000          | 52,2 %                 |
| 7. | Минас-Жерайс      | 9 019 164          | 46,2 %                 |
| 8. | Гояс              | 2 530 000          | 44,0 %                 |

## Группы по происхождению
Среди бразильцев, считающихся белыми, то есть не имеющими предков с индейскими или африканскими корнями, выделяют группы по происхождению. Однако не каждого белого бразильца можно однозначно отнести к той или иной группе из-за смешанных браков. На протяжении бразильской истории в иммиграции в Бразилию доминировали различные страны и регионы мира. Так если португальцы начали приезжать сразу после открытия, то массовая эмиграция поляков приходится только на первую половину XX века.
К другим основным белым группам страны относятся во многом уже ассимилированные:

### Итальянцы в Бразилии
Итальянцы и итало-бразильцы исчисляются в Бразилии около 36 млн чел. (2009), треть из которых живёт в штате Сан-Паулу — 13 000 000 чел. (32,5 % населения). В штате Эспириту-Санту их насчитывается около 2 000 000 чел. (59 %).

### Немцы в Бразилии
Немцы в Бразилии и их потомки — около 10 000 000 чел. (2006).

### Поляки в Бразилии
Поляки в Бразилии — около 1 800 000 чел. (2006).

### Шведы в Бразилии
Благодаря императору Дону Педру II, который поощрял иммиграцию, большое количество шведов въехало в Бразилию, осев в основном в городах Жоинвили и Ижуи. Отношения между Бразилией и Швецией также были завязаны на семейных узах бразильской и шведской королевских семей: королева Жозефина Лейхтенбергская (жена шведского короля Оскара I) была сестрой Амелии Лейхтенбергской (2-й жены императора Бразилии Педру I). Начиная с середины XIX века, большое количество шведов выезжало в Бразилию, оседая, как правило, в основном в южных штатах, таких как Рио-де-Жанейро.
Всего в Бразилии проживает около 55 000 человек шведского происхождения.

### Украинцы в Бразилии
Украинцы и украино-бразильцы насчитывают около 400 000 чел. (2006), большая часть из них имеет западно-украинское происхождение и проживает в штате Парана. Известный представитель — Рафаэл Собис.

### Болгары в Бразилии
Болгары Бразилии: около 62 000 чел (2006). В Рио-де-Жанейро существует целый квартал под названием «Проденти», населенный преимущественно болгарами.

### Венгры в Бразилии
Численность венгров в Бразилии составляет около 70 000 человек.

### Евреи в Бразилии
По оценкам Confederação Israelita do Brasil (CONIB), в Бразилии проживает более 120 000 евреев. Большинство из них являются ашкеназами и сефардами.

### Ливанцы в Бразилии
Численность в Бразилии жителей ливанского происхождения составляет ок. 7 млн. человек.